# Хансен, Пребен Мёллер
Пребен Мёллер Хансен (дат. Preben Møller Hansen; 6 сентября 1929 — 11 сентября 2008) — датский профсоюзный и политический деятель, матрос, кулинар и автор книг. Как председатель Датского союза (или федерации) моряков (дат. Sømændenes Forbund), он получил прозвище «Босс моряков» (дат. Sømandsbossen) и был известен своими популистскими манерами, включая частые ругательства и антиэлитарные высказывания.

## Биография
Пребен Мёллер Хансен родился в Брёнсхёе в религиозной семье. Его отец был пономарём, а мать хотела, чтобы Пребен стал священником, но сам он считал религию суеверием и решил стать моряком. Он записался на корабль Восточно-Азиатской компании (EAC) в возрасте 16 лет.
Во время забастовок 1956 года опытные профсоюзные старосты Якоб Расмуссен и Свенд Петерсен поручили ему руководить забастовочными действиями моряков. За свою роль в организации стачки он был брошен в тюрьму Вестре на десять дней, прежде чем адвокат Федерации моряков добился его освобождения.
В 1968 году Мёллер Хансен был избран председателем Федерации моряков. При нём профсоюз встал на коммунистические и более бескомпромиссные по отношению к работодателям позиции. В 1976 году он был избран в городской совет Копенгагена от Коммунистической партии Дании (КПД).
После разногласий с другим профсоюзом (HK/Dаnmark), связанных с возмещением расходов за услуги, оказанные Федерации моряков, он был исключён из компартии в 1979 году. С другими недовольными членами КПД он начал планировать создание новой левопопулистской партии, получившей в итоге название «Общий курс» (Fælles Kurs). Проведя свой первый съезд в 1986 году, на общенациональных парламентских выборах 1987 года «Общий курс» получил 2,2 % голосов и четыре депутатских места, одно из которых занял Хансен. Хансену было трудно приспособиться к культуре Фолькетинга, и его недолгое пребывание в парламенте было отмечено прохладными отношениями с лидерами других партий.
На выборах 1988 года год спустя партия «Общий курс» выбыла из парламента, набрав 1,9 % голосов и, таким образом, не преодолев 2%-ный избирательный барьер. После этого разочарования Хансен сложил с себя полномочия партийного руководителя и вернулся в городской совет Копенгагена в 1994 году, где представлял «Общий курс» до самороспуска партии в 2001 году.
В 1985 году Мёллер Хансен неожиданно прибыл с полумиллионом крон в картонной коробке, чтобы передать их бастующим рабочим пивоварни. Он утверждал, что получил столь крупное пожертвование от человека на улице.
После роспуска партии он вместе со своей дочерью Янни Педерсен стал управляющим традиционной гостиницей-трактиром в Копенгагене. Его часто можно было увидеть за приготовлением пищи на кухне, он отдавал предпочтение старинным блюдам и традиционной датской еде, «как её готовила мать». В 2001 году вышла его «Датская поваренная книга» (дат. Den danske kogebog), отражающая давнюю любовь автора к кулинарии.